# Jack Cardiff
Jack Cardiff OBE (Great Yarmouth, Norfolk, Anglaterra, 18 de setembre de 1914 - Ely, Cambridgeshire, Anglaterra, 22 d'abril de 2009) va ser un director de cinema i de fotografia anglès.

## Biografia
Jack Cardiff ha treballat sobretot amb Michael Powell, Alfred Hitchcock, Albert Lewin, Joseph Mankiewicz, King Vidor. Pioner de la utilització del procediment Technicolor, va ser, el 1951, director de fotografia de La reina d'Àfrica de John Huston, amb Katharine Hepburn i Humphrey Bogart.
Premiat amb dos Oscars, un el 1947 per a la fotografia de Narcís negre i l'altre el 2001 pel conjunt de la seva obra. Va estar igualment nominat com a director de fotografia, el 1956 per a Guerra i pau i el 1961 per a Fanny, i el 1960 com a director per a Sons and Lovers.
Jack Cardiff va morir l'abril de 2009 a la seva casa de Cambridgeshire a Ely, al sud d'Anglaterra, als 94 anys.

## Filmografia
Les seves pel·lícules més destacades són:

### Director
- 1953: The Story of William Tell (curt)
- 1959: Beyond This Place
- 1960: Sons and Lovers
- 1961: La meva dolça geisha (My Geisha)
- 1962: The Lion
- 1963: The Long Ships
- 1964: Young Cassidy
- 1965: The Liquidator
- 1968: The Mercenaries - també director de fotografia
- 1968: Naked Under Leather - també director de fotografia i guionista
- 1974: Les mutacions (The Freakmaker)

### Com a director de fotografia
| - 1935: The Last Days of Pompeii - 1937: Wings of the Morning - 1938: La Caccia alla volpe nella campagna Romana - 1938: Paris on Parade - 1939: World Windows - 1939: Main Street of Paris - 1940: Peasant Island - 1941: Western Isles - 1941: Queen Cotton - 1941: Plastic Surgery in Wartime - 1941: Green Girdle - 1942: This Is Colour - 1942: Out of the Box - 1942: Colour in Clay - 1942: Border Weave - 1942: The Great Mr. Handel - 1943: Scottish Mazurka - 1944: Western Approaches - 1945: Cèsar i Cleopatra (Caesar and Cleopatra( - 1946: A vida o mort (A Matter of Life and Death) - 1947: Narcís negre (Black Narcissus) - 1948: Les sabatilles vermelles (The Red Shoes) - 1948: Scott of the Antarctic - 1949: Under Capricorn - 1950: Peintres et artistes montmartrois - 1950: The Black Rose - 1951: Paris - 1951: Pandora and the Flying Dutchman - 1951: The Magic Box - 1951: La reina d'Àfrica (The African Queen¡¡) - 1952: It Started in Paradise - 1953: The Story of William Tell - 1953: El senyor de Ballantrae (The Master of Ballantrae) - 1954: Il maestro di Don Giovanni | - 1954: La comtessa descalça - 1955: War and Peace - 1957: The Brave One - 1957: The prince and the Showgirl - 1957: La llegenda dels perduts (Legend of the Lost) - 1958: The Vikings - 1958: The Big Money - 1961: Fanny - 1973: Scalawag - 1975: Ride a Wild Pony - 1977: Crossed Swords - 1978: Death on the Nile - 1979: La màscara de ferro (The Fifth Musketeer) - 1979: A Man, a Woman and a Bank - 1979: Avalanche Express - 1980: The Awakening - 1981: The Dogs of War - 1981: Ghost Story - 1983: La dama malvada (The Wicked Lady) - 1984: The Far Pavilions (fulletó TV) - 1984: Scandalous - 1984: The Last Days of Pompeii (fulletó TV) - 1984: Conan the Destroyer - 1985: Cat's Eye - 1985: Rambo: First Blood Part II - 1986: Tai-Pan - 1987: Million Dollar Mystery - 1989: Call from Space - 1990: The Magic Balloon - 1991: Vivaldi's Four Seasons - 1998: The Dance of Shiva - 2000: The Suicidal Dog - 2004: The Tell-Tale Heart - 2005: Lights 2 |

### Actor
- 2001: Larry and Vivien: The Oliviers in Love

## Premis i nominacions
Premis
- 1948: Oscar a la millor fotografia per Narcís negre
- 1948: Globus d'Or a la millor fotografia per Narcís negre
- 1961: Globus d'Or al millor director per Sons and Lovers
- 2001: Oscar honorífic per ser un mestre en la llum i el color

Nominacions
- 1957: Oscar a la millor fotografia per War and Peace
- 1960: Palma d'Or per Sons and Lovers
- 1961: Oscar al millor director per Sons and Lovers
- 1962: Oscar a la millor fotografia per Fanny